# ریچارد دوم
ریچارد دوم (۱۳۶۷–۱۴۰۰) هشتمین پادشاه انگلستان و فرمانروای ایرلند از خاندان پلانتاژه (درانگلیسی پلانتاجینت) بود که از ۱۳۷۷ میلادی تا زمان برکنار شدنش از سلطنت در ۱۳۹۹ بر آن کشور فرمانروایی نمود.

## سال‌های نخستین
ریچارد دوم در ششم ژانویه ۱۳۶۷ میلادی در بوردو زاده شد. او جوانترین فرزند ادوارد، شاهزاده سیاه و نوهٔ ادوارد سوم، پادشاه وقت انگلستان بود که در سن ۴ سالگی و به دنبال مرگ برادر بزرگش، به عنوان دومین وارث تاج و تخت معرفی شد و پس از مرگ ادوارد سوم در ۱۳۷۷، بر تخت پادشاهی انگلستان نشست. از آنجا که ریچارد هنوز خردسال بود، عمویش جان گونت، نخستین دوک لانکستر به عنوان نیابت سلطنت انتخاب شد و ادارهٔ امور سیاسی را بر عهده گرفت.

## شورش دهقانان و درگیری با پارلمان
نخستین رویداد مهم دوران حکومت ریچارد دوم، شورش دهقانان بود که در ۱۳۸۱ اتفاق افتاد. ریچارد با وجود سن کمش به خوبی از عهدهٔ مقابله با این شورش برآمد و نقشی تعیین‌کننده در سرکوب آن داشت. با این حال او هنوز با پارلمان درگیر بود چون ریچارد تنها تعداد کمی از درباریان را در امور کشور دخالت داده بود و همین مسئله سبب شده بود تا در این مدت، بین او که می‌خواست مستقل عمل نماید و نجیب‌زادگانی که خواهان محدود کردن قدرت پادشاه بودند درگیری به‌وجود آید.
ریچارد در ۱۳۸۷ و پس از درگیری با عمویش جان گونت، کنترلش بر دولت را از دست داد و گروهی از نجیب‌زادگان که شورای پژوهش دادرسی را تشکیل داده بودند زمام امور را در دست گرفتند. همچنین پارلمانِ سال ۱۳۸۸ که به پارلمان بی‌رحم شهرت یافت، تمامی پشتیبانان اصلی پادشاه را خائن تشخیص داد و حکم اعدام آن‌ها صادر شد.

## بازگشت به قدرت و بحران ۱۳۹۷-۹۹
در ۱۳۸۹ و به دنبال برطرف شدن اختلافات پادشاه و پارلمان با یکدیگر، ریچارد بار دیگر قدرت را در دست گرفت و اعلام نمود که دیگر نیاز به قیم ندارد. او توانست پشتیبانان نیرومندی را پیرامون خود گرد آورد و سپس طی سال‌های ۱۳۹۷ تا ۱۳۹۸ شروع به گرفتن انتقام از نجیب‌زادگان شورای استیناف نمود. به فرمان ریچارد دوم، ارل آراندل اعدام شد، دوک گلاستر به قتل رسید و بسیاری از دیگر نجبا از جمله هنری بولینگبروک، پسر گانت (و بعدتر هنری چهارم) تبعید شدند و در نهایت تمام اموال و دارایی‌های خاندان لانکاستر پس از مرگ جان گانت در ۱۳۹۹ توقیف شد.

## خلع از پادشاهی و مرگ
به دنبال کارهای ریچارد و پس از آنکه نجیب‌زادگان نتوانستند او را با ابزار قانونی مهار کنند، تصمیم به برکناری ریچارد دوم از پادشاهی گرفتند. در همین زمان هنری بولینگبروک نیز که به پاریس تبعید شده بود، با گردآوری لشکری کوچک وارد خاک انگلستان شد. ریچارد دوم همراه با بیشتر شوالیه‌ها و درباریانش به ایرلند رفته بود و هنری بدون دشواری در انگلستان پیشروی نمود و بسیاری از نجیب‌زادگان به او پیوستند. ریچارد در ۲۴ ژوئیه ۱۳۹۹ به انگلستان بازگشت و در نوزدهم اوت، با این شرط که اگر جانش در امان بماند به نفع هنری از پادشاهی کنار خواهد کشید تسلیم او شد.
ریچارد در ۱ سپتامبر ۱۳۹۹ در برج لندن زندانی شد. در ۲۹ سپتامبر ۱۳۹۹ چنین ادعا گردید که ریچارد دوم داوطلبانه تاج پادشاهی را به هنری واگذار نموده‌است و پارلمان در ۳۰ سپتامبر با استعفای ریچارد موافقت کرد. بدین ترتیب هنری در ۱۳ اکتبر همان سال با عنوان هنری چهارم تاج‌گذاری نمود و پادشاه انگلستان شد.
ریچارد دوم سپس به دژ پونتفرکت در یورکشایر برده و در آن‌جا زندانی شد. تاریخ و دلیل مرگ او به‌خوبی آشکار نیست اما گمان اینست که بر اثر گرسنگی در تاریخ ۱۴ فوریه ۱۴۰۰ یا در حدود آن درگذشته باشد.